# Louis Guédy
Pour les articles homonymes, voir Guédy.
Louis Jules Guédy, né à Grenoble le 14 janvier 1847 et mort à Paris le 1er février 1926 est un peintre français, spécialisé dans la peinture de genre et de portraits.

## Biographie
Il est le fils de Jules Guédy. Originaire de Grenoble, il fait ses études à l'école des Beaux-Arts de Paris, il est élève d'Adolphe Yvon et débute au Salon des artistes français en 1877. Durant la fin du XIXe siècle, il s'installe dans la ville de Pau et ouvre son atelier au public.

## Quelques œuvres
- Portrait du général Nicolas Oudinot, 1853, Musée de l'Armée (Paris).
- Portrait d'Hector Berlioz, 1890, Musée Hector-Berlioz à La Côte-Saint-André (Isère).
- Portrait du général Charles Denis Sauter Bourbaki (1816-1897), Peint vers 1880, Musée de l'Armée (Paris).
- Portrait de Jules Guédy, Musée de Grenoble (inv. MG 1010).
- Scène champêtre, Musée des beaux-arts de Chambéry.
- Portrait de Corot, Musée Mainssieux à Voiron (Isère, France)